# 29 tháng 7
Ngày 29 tháng 7 là ngày thứ 210 (211 trong năm nhuận) trong lịch Gregory. Còn 155 ngày trong năm.

## Sự kiện
- 238 – Cận vệ của Hoàng đế La Mã xông vào cung và bắt giữ hai đồng hoàng đế Pupienus và Balbinus. Hai người bị kéo lê trên đường phố La Mã rồi bị hành quyết. Gordianus III được tuyên bố là hoàng đế trong cùng ngày.
- 713 – Đường Huyền Tông cùng các cận thần suất cấm quân giết chết bè Đảng của Thái Bình công chúa, phá vỡ âm mưu phế lập của công chúa.
- 1014 – Chiến tranh Đông La Mã–Bungaria: Hoàng đế Đông La Mã Basileios II giành được chiến thắng quyết định trước quân Bulgaria trong trận Kleidion.
- 1836 – Khải Hoàn Môn tại Paris, Pháp được khánh thành nhân dịp kỉ niệm sáu năm Cách mạng tháng Bảy.
- 1900 – Quốc vương Umberto I của Ý bị một phần tử vô chính phủ tên là Gaetano Bresci ám sát.
- 1921 – Adolf Hitler trở thành lãnh đạo của Đảng Công nhân Đức Quốc gia Xã hội Chủ nghĩa.
- 1958 – Tổng thống Hoa Kỳ Dwight D. Eisenhower ký thành luật Đạo luật Hàng không và Không gian Quốc gia, thành lập cơ quan không gian phi quân sự liên bang mới là NASA.
- 1981- Ngày cưới của Công nương Diana Spencer và Thái tử Charles, Thân vương xứ Wales
- 1987 – Thủ tướng Anh Quốc Margaret Thatcher và Tổng thống Pháp François Mitterrand ký thỏa thuận về việc xây dựng một đường hầm dưới eo biển Manche.
- 2005 – Một nhóm các nhà thiên văn học người Mỹ công bố phát viện của họ về hành tinh lùn Eris.
- 2015 – Microsoft phát hành Windows 10.

## Sinh
- 1000 – Lý Thái Tông, Hoàng đế thứ 2 Nhà Lý, Việt Nam (m. 1054)
- 1833 – Nguyễn Phúc Tĩnh An, phong hiệu Nghĩa Đường Công chúa, công chúa con vua Minh Mạng (m. 1857)
- 1942 – Nguyễn Văn Rinh, Thượng tướng Quân đội Nhân dân Việt Nam.
- 1948 – Tâm Anh, nhạc sĩ người Việt Nam (m. 2006)
- 1983 - Duy Uyên, nữ ca sĩ người Việt Nam, cựu thành viên nhóm nhạc nữ Mắt Ngọc
- 1990 – Shin Se-kyung, nữ diễn viên người Hàn Quốc

## Mất
- 1825 – Phạm Đăng Hưng, danh thần nhà Nguyễn (Việt Nam), cha của Thái hậu Từ Dụ (s. 1765).
- 1890 – Vincent Van Gogh, họa sĩ (Hà Lan) (s. 1853)
- 2016 – Vivean Gray, Diễn viên người Anh (s. 1920).

## Những ngày lễ và kỷ niệm
- Ngày quốc tế về hổ